# Taegukgi Hwinalrimyeo
Taegukgi Hwinallimyeo (en hangul, 태극기 휘날리며); titulada «La Hermandad de la guerra» -en América- y «Lazos de guerra» -en España-, es una película surcoreana, realizada en el año 2005 y dirigida por Kang Je-gyu, protagonizada por Jang Dong-gun y Won Bin. 
Es un film del género acción-drama-bélico ambientada en Corea del Sur en el año 1951, que narra la historia de dos hermanos de familia humilde, Lee Jin Tae y Lee Jin-Seok, que viven en un suburbio de Seúl. Sin embargo, la felicidad en que viven se ve truncada cuando estalla la guerra de Corea y se ven obligados a unirse al Ejército para luchar contra las fuerzas comunistas de Corea del Norte. La única preocupación de Jin Tae, el hermano mayor, es asegurarse que Jin Seok vuelva sano y salvo a casa y lo más pronto posible, con lo que se presenta voluntario a las misiones más peligrosas con el fin de conseguir una medalla que le permita solicitar que su hermano vuelva a casa sano y salvo.

## Sinopsis
Esta película cuenta la historia de los hermanos Jin Tae (Dong-gun Jang) y Jin Seok (Bin Won). Después de la independencia, aunque la vida no es fácil, Corea está llena de esperanza. Pero todo cambia cuando estalla la guerra de Corea y ambos hermanos son reclutados y enviados al frente. La cruel realidad de la guerra hace que Jin-tae se proponga proteger a su hermano menor a toda costa. Se entera de que si gana una medalla, su hermano podría volver a casa, y comienza a ofrecerse para las misiones peligrosas. Entre el caos, Jin-seok duda de la motivación de su hermano. Aunque Jin-tae tiene éxito en muchas misiones y gana su medalla, enloquece por la guerra y odia a los norcoreanos. Su vínculo es puesto a prueba cuando un ataque repentino del ejército chino los separa.
La película comienza ambientada en la Corea del año 2001, cuando científicos y militares surcoreanos realizan excavaciones buscando restos de militares fallecidos durante la guerra. Una lapicera junto a un cuerpo lleva a creer que se trata de Lee Jin-Seok, pero al consultar los archivos, se descubre que este aún sigue vivo. Cuando le llaman para resolver la confusión, Jin-Seok piensa que podría tratarse de su hermano Lee Jin-Tae, quien desapareció cuando combatían cerca del Paralelo 38, así que decide acudir a las excavaciones acompañado de su nieta. Antes de partir se dirige a su habitación donde rescata un viejo par de zapatos que guardaba como un tesoro.
La película se traslada al Seúl de 1951, cuando Jin-Seok era un estudiante y su hermano Jin-Tae era un humilde limpiabotas que se esforzaba para ayudar a su familia, y en especial a su hermano para que éste pudiera ingresar a la universidad. Ambos vivían con su madre, quien había perdido el habla. Su padre había fallecido. Jin-Tae además pronto se casaría con una humilde y hermosa chica llamada Young-Shin, quien vivía con sus hermanos pequeños.
Sin embargo, todos los planes familiares y la felicidad de todos se ven abruptamente interrumpidos cuando estalla la guerra de Corea contra el gobierno comunista de la vecina Corea del Norte, por lo que toda la familia debe abandonar el hogar para huir de este conflicto. Para colmo de males, ambos hermanos durante el éxodo fueron obligados a reclutarse en el Ejército, quedando su familia abandonada a su propia suerte. Una vez asignados a una unidad de destino, la única preocupación de Jin-Tae es que su hermano menor siguiera con vida y volviera a casa lo más prontamente, para cuidar de su familia y por padecer problemas cardíacos. Cuando informa esto a su comandante, éste le responde que si piensa pedirle algo a su patria primero debe dar a ella algo a cambio. Al comprobar que no obtendría nada argumentado la enfermedad de Jin-Seok, solicita a su comandante participar en las misiones más arriesgadas a cambio de excluir de éstas a Jin-Seok, sin que este último supiera de esta petición. El comandante acepta la solicitud, por lo que a contar de entonces Jin-Tae centrará sus esfuerzos en obtener una medalla para que su hermano regrese con su familia.
Las condiciones de su unidad empeoran cada día más, ya que los comunistas cortaron sus líneas de abastecimiento, dejándolos totalmente aislados y sufriendo el permanente hostigamiento del enemigo y sin comida ni medicamentos. En un momento de desesperación Jin-Tae propone al comandante atacar al enemigo, ya que consideraba mejor morir en combate que morir de hambre y aprovechar que el enemigo no esperaba ser atacado, logrando así arengar a los demás soldados, por lo que deciden realizar un ataque nocturno del cual Jin-Seok quedó excluido; sin embargo, igual participó en éste. Durante el ataque, Jin-Tae combate con extraordinario arrojo y valor, logrando prácticamente sin ayuda neutralizar un nido de ametralladoras, matar al oficial al mando del enemigo y destruir un polvorín.
La misión resulta en un éxito rotundo al punto que revierte completamente la situación de la unidad, elevando su moral y entusiasmo, y Jin-Tae es homenajeado por su valor y ascendido al grado de Sargento. A partir de entonces participó en muchas misiones riesgosas, logrando siempre conducir a sus hombres a la victoria, lo que lo llevó a ser condecorado con una medalla de honor. Sin embargo, experimenta bruscos cambios en su persona, llegando a convertirse en una máquina de guerra cuyo único fin aparente era el de acabar con el enemigo a como dé lugar, incluso aunque éste se rindiese o estuviera desarmado, o si fuese necesario a costa de la vida de sus propios soldados. Este cambio no le agradó nada a Jin-Seok, quien llegaba a desconocer a su hermano mayor al compararlo con el hombre que una vez fue, incluso después que éste le diera a conocer que aspiraba ganar una medalla para enviarlo de regreso a su hogar. Esto se acentuó mucho más después de la muerte de Yong-Man, otro soldado con quien los hermanos habían entablado una fuerte amistad, pero resultó muerto en acción debido a que Jin-Tae agotó los medios para capturar al capitán enemigo a cargo de las fuerzas que defendían la ciudad de Pionyang. Asimismo, Jin-Tae se mostraba innecesariamente cruel en el trato a los prisioneros norcoreanos, llegando por ejemplo a organizar riñas en las que los obligaba a pelear hasta que uno quedara inconsciente bajo amenaza de dejarlos dos días sin alimento.
El curso de la guerra se complica nuevamente para Corea del Sur cuando China interviene en el conflicto a favor de Corea del Norte enviando un refuerzo de miles de sus soldados, por lo que los surcoreanos deben retirarse hacia las propias líneas. Durante la retirada se produce un intento de fuga de prisioneros norcoreanos, durante el cuan Jin-Tae mata a Young-Seok, un soldado enemigo capturado con el que ambos hermanos habían entablado amistad antes de la guerra y que había sido obligado a unirse a los comunistas.
La situación da un vuelco aun más dramático cuando la novia de Jin-Tae, la joven Young-Shin, es detenida por soldados surcoreanos y civiles miembros de la Federación Anticomunistas en presencia de Jin-Seok, acusada de haberse unido a los comunistas para así obtener alimento para sus hermanos pequeños, por lo que es conducida junto a otros prisioneros a un centro de detención, donde serían ejecutados y arrojados a una fosa común. Ambos hermanos intentan rescatarla, pero en un momento de duda de Jin-Tae sobre su novia (sus captores la acusaban de haber tenido comercio sexual con los oficiales comunistas) se desata un intento de fuga de los prisioneros. Los soldados intentan controlar la situación y en medio de ese caos Young-Shin es asesinada de dos tiros por la espalda. Los dos hermanos son detenidos y llevados a una celda junto con soldados enemigos capturados, donde Jin-Seok culpa duramente a su hermano por la muerte de su novia.
Jin-Tae es llevado ante un oficial de seguridad, solicitando que se cumpla lo que había pedido a su anterior comandante para dejar ir a su hermano, pero el oficial se niega a hacerlo. En ese momento los chinos atacan la prisión y el oficial a cargo ordena quemar las celdas con los prisioneros en su interior, justamente donde se encontraba Jin-Seok. Jin-Tae trata de salvar a su hermano, pero le resulta imposible apagar el incendio, ya que pierde el conocimiento al explosar cerca de él una bomba de artillería enemiga. Cuando logra entrar a las celdas solamente encuentra cadáveres carbonizados. Al lado de uno encuentra el lápiz que llevaba grabado el nombre de Jin-Seok, creyéndolo muerto sin enterarse de que éste logró salvarse. Enfurecido y a la vez entristecido por esto y mientras es llevado prisionero por los chinos, Jin-Tae coge una piedra y con ella da muerte al oficial de seguridad (quien también fue hecho prisionero).
Luego la película se traslada al año 1952 cuando Jin-Seok se encuentra en un hospital militar, ya completamente recuperado de sus heridas y pronto a dejar el Ejército y reunirse con su familia. En esta escena se revela que éste fue rescatado del incendio por un soldado a quien le conocían como "Tio Yang". Durante todo ese tiempo no ha tenido noticias de su hermano, hasta que un día es interrogado por oficiales de inteligencia militar, quienes le muestran un panfleto enemigo en el cual aparece Jin-Tae, quién tras la supuesta muerte de su hermano, se habría convertido al comunismo y nombrado líder de la temible "Unidad Bandera", una agrupación de élite de infantería del Ejército Popular de Corea del Norte, hecho que los comunistas emplearon como propaganda. Jin-Seok se niega a colaborar argumentando que ya no quiere saber nada sobre Jin-Tae, a quien ya no considera su hermano.
Sin embargo, tras leer una carta que Jin-Tae escribió a su madre y que nunca pudo enviar, Jin-Seok cambia de opinión y se dirige voluntariamente a la zona de combate con la esperanza de convencer a su hermano para que vuelva a casa. Pero al llegar a la frontera es informado que su participación se limitará a hablar por un altoparlante cuando se inicie el ataque a la Unidad Bandera, por lo que las posibilidades que Jin-Tae regrese con vida se ven muy disminuida. Jin-Seok deserta y se dirige hacia las líneas enemigas, donde es capturado e interrogado. El informa que solo quiere ver a su hermano, pero cuando se comunican con él, responde que su hermano está muerto y que el prisionero debe ser trasladado a la unidad de seguridad. Mientras es trasladado se inicia el ataque surcoreano, matando entre otros al soldado que lo escolta. Jin-Seok en medio de la batalla trata de buscar a su hermano, hasta que sorpresivamente aparece la Unidad Bandera para repeler el ataque.
Finalmente Jin-Seok logra encontrar a Jin-Tae, pero este último no lo reconoce por lo que lo ataca con un fusil con bayoneta armada, debatiéndose ambos hermanos en un combate cuerpo a cuerpo. Al final, Jin-Seok trata de llevarse a su hermano herido, pero éste sigue sin reconocerlo, hasta que Jin-Seok le habla sobre la muerte de su novia, y los zapatos que nunca terminó para que pudiera ir a la universidad. En ese instante Jin-Tae lo reconoce pero se niega a marcharse, por lo que dice a su hermano que se rendirá y después de eso volverá a casa. Cuando le entrega el lápiz que encontró en la prisión, Jin-Seok le dice que se lo devuelva cuando regrese a casa. Mientras Jin-Seok huye, Jin-Tae toma una ametralladora pesada y dispara hacia los soldados norcoreanos, cubriendo la retirada. Finalmente Jin-Tae cae mortalmente herido y su cuerpo queda abandonado en la zona de combate, sin que Jin-Seok sepa de la muerte de su hermano.
Luego la película vuelve al año 2002, cuando Jin-Seok ya con 69 años reconoce el cuerpo de su hermano por el lápiz que llevaba su nombre, en una triste y conmovedora escena en la cual llora amargamente porque Jin-Tae no pudo cumplir su promesa de volver a casa. Después la película regresa a 1951, a una escena en la que Jin-Seok vuelve a la casa de su familia, descubriendo con lágrimas en sus ojos los zapatos que fabricó Jin-Tae dentro un armario.
La película finaliza con Jin-Seok regresando de la guerra y reencontrándose con su madre y los hermanos menores de Young-Shin.

## Elenco
- Jang Dong-gun como Lee Jin Tae.
- Won Bin como Lee Jin-seok, hermano menor de Jin Tae.
- Lee Eun-ju como Kim Young-shin, la novia de Jin Tae.
- Choi Min-sik como un comandante de Corea del Norte.
- Gong Hyung-jin como Yong Man.
- Ahn Kil-kang como el Sargento Heo.
- Jang Min-ho como Lee Jin Seok (anciano).
- Jeon Jae-hyeong como Yong Seok.
- Jo Yoon-hee como la nieta de Lee Jin Seok.
- Kim Su-ro como miembro de la Federación Anticomunista.
- Joo Da-young como Young Ja.